# District du Gôh-Djiboua
Le Gôh-Djiboua est un district de Côte d'Ivoire, en Afrique de l'ouest, qui a pour chef lieu la ville de Gagnoa. En 2021, sa population est de 2 088 440 habitants.
Ce district s'étend sur les parties sud et centre-sud du pays, et comprend les régions de Gôh et de Lôh-Djiboua.
Il fut créé en 2011 par la fusion des anciennes régions du Sud-Bandama (à l'exception du département de la Fresque) et de Fromager.

## Situation géographique
Il est entouré, au nord, par les districts de Sassandra-Marahoué, la région de Yamoussoukro et le District des Lacs; à l'est et au sud par le district des Lagunes; et à l'ouest par le district du Bas-Sassandra.
Il est le seul district côtier de Côte-d'Ivoire sans accès direct à la mer. Au sud, il partage les lagunes Nyouzomou, Tandia et Makey avec le district voisin de Lagunes.

## Villes principales
Capitales régionales: 
- Gagnoa, capitale du district (région de Gôh)
- Divo (région de Lôh-Djiboua)

Villes secondaires: 
- Oumé
- Lakota

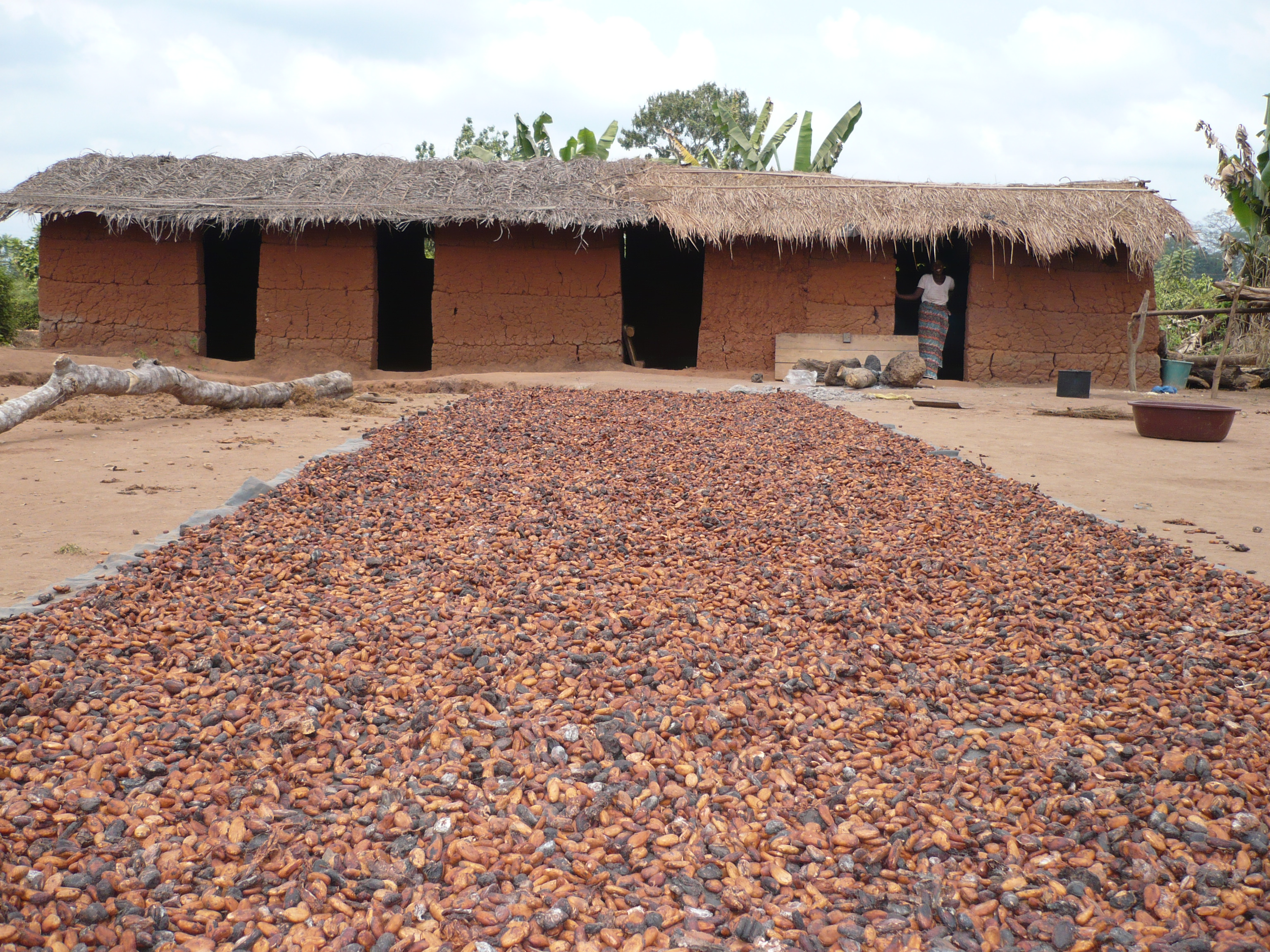
Fèves de cacao en train de sécher, à Ziplignan, dans la région du Gôh.
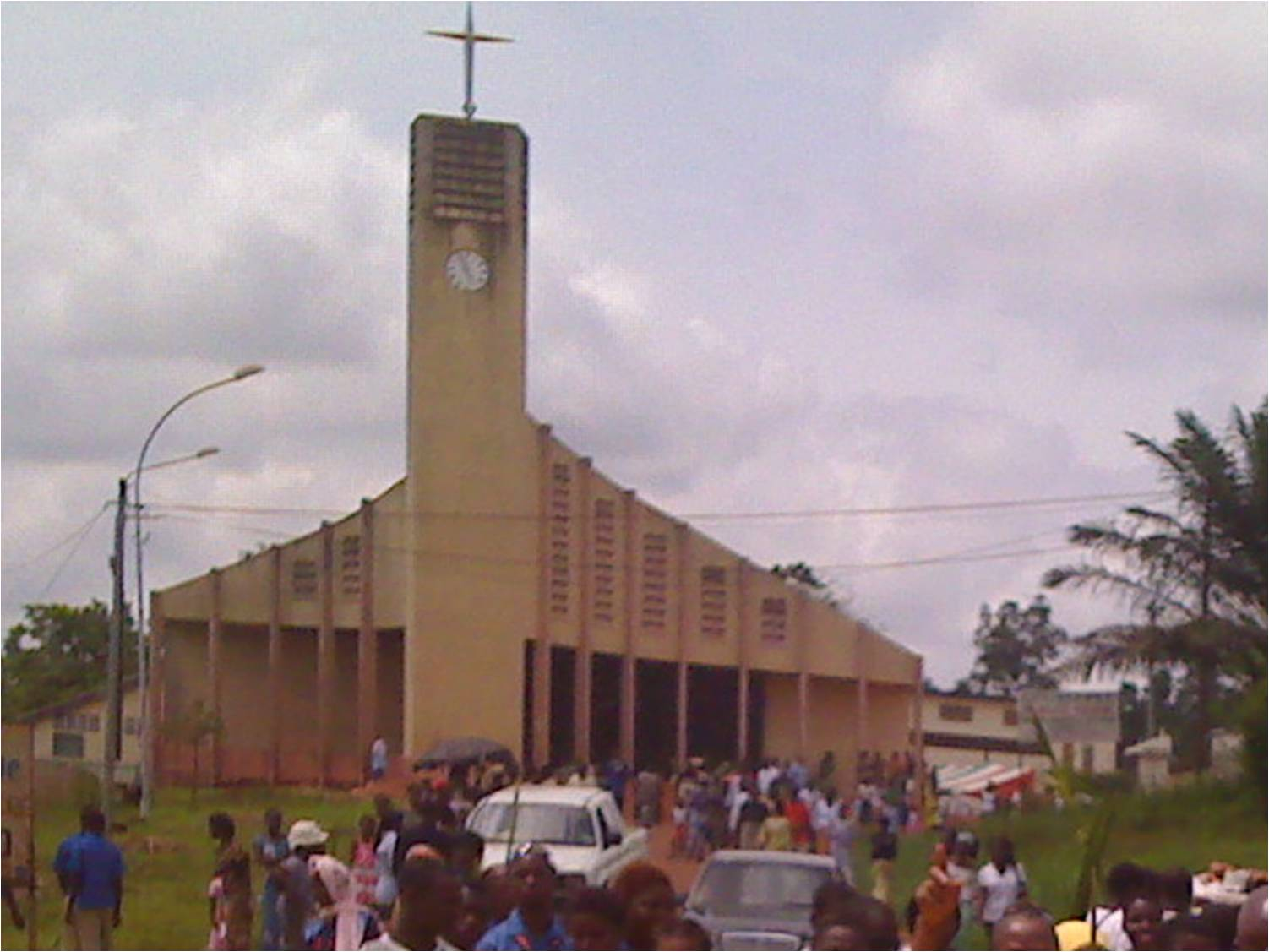
Cathédrale Sainte Anne de Gagnoa.
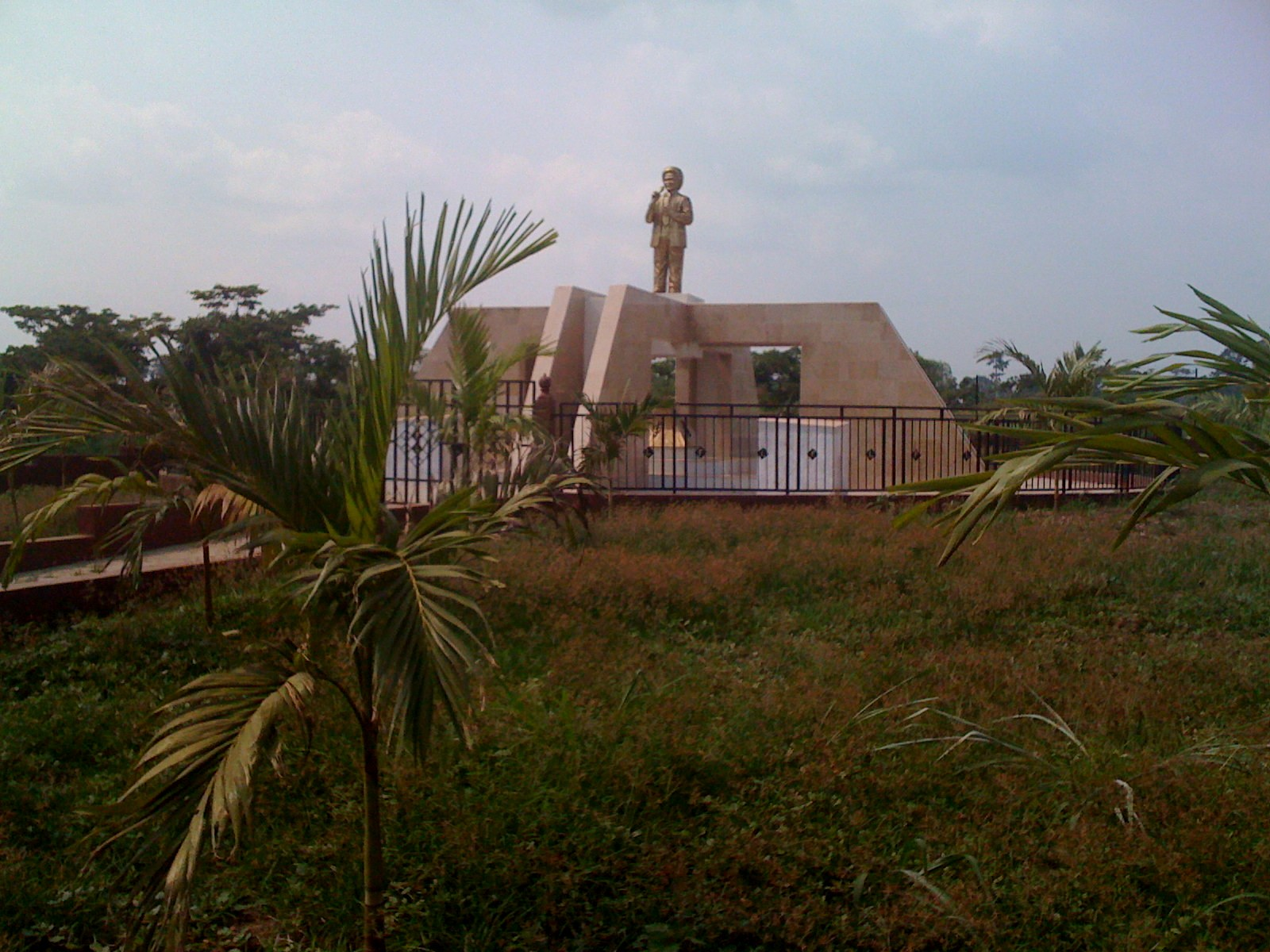
Mausolée de François Lougah près de Lakota.